# Scirpophaga khasis
Scirpophaga khasis là một loài bướm đêm trong họ Crambidae.